# Соян, Владимир Серенович
Владимир Серенович Соян (род. 8 февраля 1953) — хоомейжи, народный хоомейжи Республики Тыва (2022), заслуженный артист Тувинской АССР (1976).

## Биография
Родился 8 февраля 1953 года в селе Самагалтай Тес-Хемского района в семье чабана. После окончания 7 класса обучался в Балгазынском СПТУ, получив специальность тракториста-машиниста широкого профиля, в 1968 году стал работать трактористом в Самагалтае. Искусство исполнения хоомей ему передалось от отца. Он в свои 16 лет стал ведущим хоомейжи ансамбля песни и танца "Саяны". Его талант вызывал восторг у любого зрителя. В 1976 году в возрасте 23 лет за высокое мастерство, огромный вклад в дело развития и популяризации хоомея был удостоен звания "Заслуженный артист Тувинской АССР". В 1977 году В. С. Соян был приглашен в Корякский национальный ансамбль танца "Мэнго" Камчатской филармонии. Пришлось жить в пгт Палана 16 лет. В составе ансамбля гастролировал во многих странах: Чехословакии, Германии, Италии, Англии, Испании, США, Польше, Голландии.
В 1994 году вернувшись на родину, устроился работать в фольклорном ансамбле "Тыва" — артистом, затем директором фольклорно-этнографического центра "Тыва" и ансамбля "Эртинелиг Тыва". В. С. Сояном создан фольклорный ансамбль "Ай-Херел". Мастер-классы по горловому пению, выступление ансамбля под руководством В. С. Соян никого не оставляли равнодушными. Принимал активное участие в  республиканских, региональных, международных фестивалях ("Музыкальная Рига-2003, 2004; Международная научно-практическая конференция "Исполнительское творчество: история и проблемы развития на современном этапе", 2002; "Не молкнущие напевы Великой Степи").

## Награды и звания
- Народный хоомейжи Республики Тыва (2022)[4]
- Заслуженный артист Тувинской АССР (1976)